# فیل بوایی
فیل بوایی (به انگلیسی: Phil Boyer) بازیکن فوتبال زادهٔ ۲۵ ژانویه ۱۹۴۹ اهل انگلستان بود که سابقهٔ بازی در تیم ملی فوتبال انگلستان را در کارنامهٔ خود دارد. وی در تاریخ ۲۴ مارس ۱۹۷۶ تنها بازی ملی خود را در مقابل تیم ملی فوتبال ولز انجام داد.